# Akiko Thomson
Gillian Akiko Thomson (nacida el 8 de octubre de 1974) es una presentadora de televisión filipina, periodista y nadadora jubilada.

## Biografía
Es la menor de tres hijos nacidos de una madre japonesa de Hiroshima, Hiroko Nakamura y su padre estadounidense, James Marsh Thomson. Sus hermanos mayores son Julia y Joshua. Cuando era joven, ella y su familia se mudaron a Manila, donde su padre, que tenía experiencia previa en la Oficina de Inteligencia Naval de los Estados Unidos, se convirtió en el director Ejecutivo de la Cámara de Comercio de Filipinas en los últimos años de la dictadura de Ferdinand Marcos.
Comenzó a nadar a los seis años. Representó a Filipinas en varias competiciones de natación a nivel local y en el extranjero después de convertirse en ciudadana filipina naturalizada a través de una Ley del Congreso a la edad de 12 años. Entre los torneos en los que compitió se encuentran los Juegos del Sudeste Asiático de 1987 y 1991, donde ganó siete medallas de oro y los Juegos Olímpicos de Verano de 1988, 1992 y 1996. 
Thomson se graduó con un título en Antropología en la Universidad de California, Berkeley y luego tomó su maestría en Administración de Empresas en la Universidad Ateneo de Manila. Después de su retiro de la natación competitiva, se convirtió en presentadora de televisión y periodista en Probe Productions en ABS-CBN. Está casada con Chips Guevara y tuvo un bebé en 2011.
Actualmente es presidenta de la Asociación de Olímpicos de Filipinas, reemplazando al expresidente Art Macapagal.

## Filmografía

### Televisión
- Plan de juego
- Cheche Lazaro presenta
- Sonda

### Comerciales
- Cuidado tierno
- Milo
- Alegrarse